# Orchis laeta
Orchis laeta är en orkidéart som beskrevs av Adolph e Steinheil. Orchis laeta ingår i släktet nycklar, och familjen orkidéer. Inga underarter finns listade i Catalogue of Life.